# Savara catortha
Savara catortha là một loài bướm đêm trong họ Noctuidae.